# Ройтер, Иньяцио
Бенедетто Иньяцио Ройтер (итал. Benedetto Ignazio Roiter; род. 1948, Меоло) — итальянский медик, впервые обнаруживший фатальную семейную бессонницу.
Окончил Падуанский университет со специализацией по хирургии, затем дополнительно изучал внутренние болезни в Модене и эндокринологию в Падуе. Заведовал хирургическим отделением больницы Одерцо в Тревизо, затем вышел на пенсию, но весной 2020 года вернулся в больницу для борьбы с пандемией COVID-19.
В 1973 году одна из родственниц жены Ройтера умерла от странной болезни, основным симптомом которой была усиливавшаяся на протяжении года бессонница. Шесть лет спустя при таких же обстоятельствах умерла другая родственница. Поняв, что это не случайное совпадение, Ройтер приступил к разысканиям в медицинских архивах и обнаружил, что на протяжении более чем столетия около 30 представителей этой семьи умерли от непонятного заболевания. После того, как в 1984 году ещё один член этой семьи обнаружил те же симптомы, Ройтер тщательно задокументировал его болезнь, а после смерти предоставил крупнейшим патологам Пьерлуиджи Гамбетти и Стенли Прузинеру возможность исследовать останки. В результате были установлены природа и причины фатальной семейной бессонницы — редчайшего наследственного прионного заболевания.
Брат фотографа Фульвио Ройтера, его соавтор по работе над несколькими фотоальбомами.